# ميسوكارب
ميسوكارب (بالإنجليزية: Mesocarb، بالاسمين التجاريين Sidnocarb وSydnocarb)‏ عقارٌ يُطَوَّر حاليًّا لعلاج مرض باركنسون. بدايةً طُوِّر العقار في الاتحاد السوفيتي في السبعينات لعلاج أمراض شتى، بما في ذلك الوهن واللامبالاة وبعض المناظر السريرية للاكتئاب والفصام.